# Щербаков, Вячеслав Семёнович
Вячесла́в Семёнович Щербако́в (7 октября 1921, Москва — 9 мая 1995, там же) — советский боксёр 1930-х и 1940-х годов, на соревнованиях выступал за спортивные общества «Трудовые резервы» и «Локомотив», заслуженный мастер спорта. Отличник физической культуры (1947). Также известен как тренер и педагог, подготовил многих известных чемпионов по боксу. Участник Великой Отечественной войны.

## Биография
Родился 7 октября 1921 года в Москве.
Активно заниматься боксом начал в возрасте пятнадцати лет, проходил подготовку в столичных «Крыльях Советов» под руководством тренера Александра Бессонова, который довёл его до первого спортивного разряда. Позже выступал за ленинградские «Трудовые резервы» и «Локомотив».
Из-за начавшейся Великой Отечественной войны вскоре вынужден был прервать спортивную карьеру и добровольцем записался в армию. Воевал на северо-западном фронте, потерял в бою руку. Несмотря на отсутствие больших достижений в советском боксе, в 1948 году всё-таки был удостоен звания заслуженного мастера спорта, как спортсмен, проявивший мужество и героизм при защите Родины.
После войны при содействии известного тренера и педагога Бориса Денисова вернулся в бокс в качестве наставника. За долгие годы тренерской деятельности воспитал многих талантливых бойцов, в том числе в разное время его учениками были такие выдающиеся мастера как серебряный призёр Олимпийских игр Виктор Меднов, бронзовый призёр Олимпийских игр Анатолий Перов, призёры национальных первенств В. Сурков, Борис Сильчев, А. Филатов, В. Ермолаев, В. Егоров и др. Участвовал в подготовке своего старшего брата Сергея Щербакова, десятикратного чемпиона СССР. В 1957 году отмечен званием заслуженного тренера, более 25 лет преподавал на кафедре физвоспитания Московского института инженеров железнодорожного транспорта. Доцент. Судья всесоюзной категории (1951).
Умер 9 мая 1995 года, похоронен на Введенском кладбище в Москве, участок № 20.